# Naxburg (Berg)
Die Naxburg  ist eine 553,6 m ü. NHN hohe Erhebung im Vogelsberg, Hessen, Deutschland. Die ursprünglich als Naxberg bezeichnete Anhöhe war im Mittelalter Standort einer Burg, die Naxburg hieß. Nach deren Zerstörung und Verfall ging ihr Name auf den Berg über.

## Geographische Lage
Die Naxburg ist der höchste Berg der Gemeinde Freiensteinau und erhebt sich drei Kilometer nordnordwestlich der Kerngemeinde. 150 Meter östlich des Gipfels verläuft von Süden nach Norden die L 3178 von Freiensteinau nach Grebenhain. Etwa zwei Kilometer nordwestlich der Naxburg befinden sich die jeweils 30 Hektar großen Nieder-Mooser und Ober-Mooser Teiche. Unmittelbar südlich der Naxburg befindet sich ein Windpark mit vier Windkraftanlagen.

## Burg
Die um das Jahr 1290 auf dem Berg errichtete Burg, lag bereits 1338 in Trümmern. Auf dem Gipfel ist nur noch eine Vertiefung mit zwei bis drei treppenstufenähnlichen Basaltsteinen zu sehen. Lage und Verlauf ehemaliger Wälle lassen sich allenfalls erahnen.

## Landschaftsbild
Von weitem präsentiert sich der Berg als nur wenig und flach aus seiner Umgebung hervortretende Erhebung. Der steile und als Kegelstumpf deutlich ausgeprägte Gipfelbereich fällt durch den dichten Bewuchs des Berges mit Laubbäumen erst aus der Nähe auf. Die Naxburg ist touristisch nicht erschlossen. Der Gipfel ist nur weglos zu erreichen.